# Raúl Garrido Fernández
 Raúl Garrido Fernández (Valencia, España, 20 de octubre de 1972) es un exjugador y entrenador de fútbol español. Es hermano del también entrenador Juan Carlos Garrido Fernández.

## Trayectoria como jugador
Tuvo una dilatada experiencia como jugador pasando por los equipos del Valencia Mestalla (96/97), Andorra CF (97/98), Real Murcia CF, Gimnàstic de Tarragona (99/00), UE Lleida (00/01), Benidorm CD (06/07) y UD Ibiza (07/09).

## Trayectoria como entrenador
Su experiencia en la élite del fútbol comenzó en el Villarreal, puesto que fue segundo entrenador de su hermano Juan Carlos Garrido como entrenador del Villarreal B primero y después del primer equipo.
En octubre de 2015, Raúl firma como entrenador del Huracán en sustitución de Toni Seligrat, tras dar el salto desde el juvenil y su llegada al primer equipo es consecuencia de la marcha de su antecesor como consecuencia de la inestabilidad económica de la entidad. Raúl entrena al club valenciano hasta diciembre de 2015, donde se produce el descenso y desaparición del club por impagos.
Garrido esa misma temporada cogió las riendas del Olímpic de Xàtiva al que entrenó 14 partidos, presentando un balance de 8 victorias, 7 empates y 10 derrotas en su trayectoria con los dos clubes de Segunda B que había dirigido hasta la fecha, Huracán Valencia y el citado Olímpic.
En septiembre de 2016, Raúl Garrido sustituye a Fran Yeste como entrenador del Club Deportivo Eldense.
En noviembre de 2017, llega al UE Olot para sustituir a Martín Posse, del grupo III, al que salva de bajar a Tercera División tras un gran final de temporada.
En la temporada 2018-19 clasifica a la UE Olot en décima posición del Grupo III de la Segunda División B, que le daría derecho a participar en Copa del Rey año siguiente.
En la temporada 2019-20, antes del parón por COVID, clasifica a la UE Olot en séptima plaza del Grupo III de la Segunda División B.
En la temporada 2020-21, afrontaría su cuarta temporada en las filas del UE Olot en Segunda División B. En enero de 2021, es cesado debido a un mal inicio marcado por los casos de COVID en la plantilla y las numerosas lesiones.
El 20 de junio de 2021, firma como entrenador del CD Ibiza, en su debut en la Segunda División RFEF.
El 14 de diciembre de 2022, es destituido como entrenador del CD Ibiza de la Segunda División RFEF.
El 8 de agosto de 2023, firma por el Club de Fútbol La Nucía de la Segunda Federación.
El 19 de octubre de 2023, es destituido como entrenador del Club de Fútbol La Nucía en la jornada sexta de liga de Segunda Federación.

## Clubes como entrenador
| Club                                      | País   | Año       |
| ----------------------------------------- | ------ | --------- |
| Villarreal C. F. "B" (segundo entrenador) | España | 2008-2010 |
| Villarreal C. F. (segundo entrenador)     | España | 2010-2012 |
| Huracán Valencia CF (juvenil)             | España | 2012-2013 |
| Huracán Valencia CF                       | España | 2015-2016 |
| Olímpic de Xàtiva                         | España | 2016      |
| CD Eldense                                | España | 2016      |
| UE Olot                                   | España | 2017-2021 |
| CD Ibiza                                  | España | 2021-2022 |
| Club de Fútbol La Nucía                   | España | 2023      |